# ITV2
ITV2 é uma rede de televisão britânica que pertence a ITV Digital Channels Ltd. Fundada em 7 de dezembro de 1998, é conhecida por exibir Gossip Girl e The Vampire Diaries.